# Spodnje Stranice
Spodnje Stranice je naselje u slovenskoj Općini Zreču. Spodnje Stranice se nalazi u pokrajini Štajerskoj i statističkoj regiji Savinjskoj. 

## Stanovništvo
Prema popisu stanovništva iz 2002. godine naselje je imalo 169 stanovnika.